# Alpine (Texas)
Alpine je město v okrese Brewster County ve státě Texas ve Spojených státech amerických. K roku 2010 zde žilo 5 905 obyvatel. S celkovou rozlohou 10,6 km² byla hustota zalidnění 557 obyvatel na km².
V dubnu 1995 došlo ve městě nebo jeho okolí k silnému zemětřesení o magnitudě zhruba 5,7.